# Richard Griese
Richard Griese, né en 1930 et mort le 16 mars 2016, est un ancien joueur de basket-ball ouest-allemand.